# Irka Cederberg
Irka Irene Kristina Cederberg, född  2 mars 1942 i Lund, död  23 augusti 2022 i Malmö, var en svensk journalist och författare. Hon har främst blivit känd för sina böcker och artiklar om romernas historia och situation i dagens Europa.

## Biografi
Irka Cederberg växte upp i prästgården i Staffanstorp där fadern Daniel Cederberg var kyrkoherde. ”Irka” är ett polskt smeknamn för Irena; fadern hade tidigare varit sjömanspräst i Gdynia. Han var starkt engagerad för utsatta människor och i prästgården bodde i ofta flyktingar efter andra världskriget. Svenska kyrkans hjälporganisation Lutherhjälpen tillkom på initiativ från Daniel Cederberg.
Efter studentexamen i Lund studerade Irka Cederberg vid Journalistinstitutet i Stockholm med praktik på Expressen och Röster i Radio-TV. Hon arbetade sedan på Arbetet och Skånska Dagbladet i Malmö innan hon sade upp sig och blev anställd på socialförvaltningen i Malmö och tog socionomexamen. Från 1980-talet och framåt arbetade hon åter som journalist, men nu som frilans. Hon skrev artiklar om sociala frågor, migration och framför allt om romernas situation i Europa.
Irka Cederberg var vän med författarparet Maj Sjöwall och Per Wahlöö. Det vänsterradikala yrvädret Rhea Nielsen i Sjöwall-Wahlöös Det slutna rummet och Terroristerna hade Cederberg som förebild.
De sista decennierna levde Irka Cederberg tillsammans med journalisten Björn Kumm.

## Romer
Irka Cederbergs intresse för romernas situation väcktes av en teaterföreställning i Dresden 1992, Federico Garcia Lorcas Blodsbröllop framförd på romani chib. Hon studerade deras historia, skrev om dem i böcker och artiklar och höll föreläsningar. Nationalencyklopedins text om romer författades av henne. Irka Cederberg mottog 2006 journalistpriset ”Årets frilans” för sitt engagemang för ”romernas historia och deras smärtsamma utanförskap”.

### Böcker om romer
- Tusen år i Europa (1998)
- Romerna i ett förändrat Europa (2004)
- Född fördömd (2010)